# Pleuragramma antarcticum
El diablillo antártico (Pleuragramma antarcticum) es un pez perciforme de la familia de los nototénidos. Es una especie clave en el ecosistema del océano Antártico.

## Descripción
Por lo general crece hasta aproximadamente quince centímetros de longitud, con un máximo de veinticinco centímetros. Cuando está vivo es rosado con un tinte de color plata, pero se vuelve de plata al morir. Este pez marítimo antártico es uno de varios en la región que producen una enzima anticongelante como una adaptación contra el frío extremo de las aguas antárticas.

## Ecología
Los diablillos antárticos son una especie de presa importante para animales como el pingüino Adelaida (Pygoscelis adeliae) y la foca de Weddell (Leptonychotes weddellii). Mientras que se distribuye de forma amplia en torno a la región antártica, la especie parece haber desaparecido en gran parte del lado occidental de la península Antártica a la vista del informe de un viaje de investigación realizado en 2010 y financiado por la National Science Foundation conforme al programa antártico estadounidense.